# Draperia systyla
Draperia es un género monotípico de plantas con flores perteneciente a la familia Boraginaceae. Su única especie: Draperia systyla, es originaria de Estados Unidos.

## Taxonomía
Draperia systyla fue descrita por (Gray) Torr. ex Gray y publicado en Proceedings of the American Academy of Arts and Sciences 7(2): 401. 1868.
basónimo
- Nama systyla A. Gray